# Tilevoides
Die Tilevoides (griechisch Τηλεβόιδες (f. pl.), auch Taphische Inseln) sind eine Inselgruppe innerhalb der Ionischen Inseln. Sie befinden sich zwischen der Insel Lefkada und dem östlich gelegenen Festland.
Die rund 15 Inseln, die zusammen etwa 53 km² bedecken, befinden sich zwischen der Insel Lefkada und dem akarnanischen Festland. Die nördlich vor der lefkadischen Küste gelegenen, kleineren Inseln werden auch unter dem Namen Prinzen-Inseln (Pringiponisia Πριγκιπονήσια) als Untergruppe zusammengefasst. Die Tilevoides gehören zum Regionalbezirk Lefkada der Region Ionische inseln und verteilen sich auf die Gemeinden Meganisi und Lefkada. Nur die drei größten Inseln sind bewohnt, Skorpios und Madouri befinden sich in Privatbesitz und werden nur saisonal bewohnt. Insgesamt leben nach der Volkszählung von 2001 1755 Einwohner auf der Inselgruppe.
Zwei unterschiedliche Namen sind für die Inseln in antiker Zeit belegt: nach der Bezeichnung Teleboer Tēleboōn nēsoi „Inseln der Teleboer“ (altgriechisch Τηλεβοῶν νῆσοι) benannt, nach den Taphiern Taphiōn nēsoi „Inseln der Taphier“ (Ταφίων νῆσοι). Für das heutige Meganisi ist bei Homer der Name Taphos (Τάφος), in späterer Zeit Taphia (Τάφια) belegt. Sowohl die Taphier als auch die Teleboer galten in der Antike als den Lelegern verwandte Stämme.
Nach der griechischen Mythologie gehen diese Namen auf zwei mythische Figuren zurück, die gelegentlich als Brüder bezeichnet werden. Taphios, Sohn des Poseidon und der Hippothoe, war der Sage nach ein König pelasgischer Herkunft, der die Inseln nebst Ithaka unterworfen haben soll. Nach anderen Quellen heißt dieser Stammvater der Bewohner der Inseln Tēleboas (Τηλεβόας), die Insel Meganisi nach ihm Tēlebois (Τηλεβόις).
Schon in der Antike waren die größeren Inseln besiedelt, ihre Bewohner beherrschten den Seehandel vor allem mit Unteritalien. So soll von Seehändlern von den Inseln (Teleboern) die griechische Kolonie auf Capri beherrscht worden sein. In der weiteren Geschichte teilte die Inselgruppe, die im Mittelalter und der frühen Neuzeit Piraten als Unterschlupf diente, das Schicksal der Insel Lefkada.
Das Seegebiet um die Tilevoides und die südöstlich liegenden Echinaden ist eines der letzten Rückzugsgebiete der gefährdeten Mittelmeer-Mönchsrobbe.

## Die einzelnen Inseln
| Name                                         | griechischer Name                       | Gemeinde | Fläche km² | höchste Erh. m | Lage                         |
| -------------------------------------------- | --------------------------------------- | -------- | ---------- | -------------- | ---------------------------- |
| Cheloni                                      | Χελώνη (f. sg.)                         | Lefkada  |            |                | 38° 42′ 56″ N, 20° 43′ 28″ O |
| Madouri                                      | Μαδουρή (f. sg.)                        | Lefkada  | 0,127      |                | 38° 42′ 26″ N, 20° 43′ 30″ O |
| Sparti                                       | Σπάρτη (f. sg.)                         | Meganisi | 0,538      | 55             | 38° 42′ 50″ N, 20° 44′ 29″ O |
| Tsokari                                      | Τσοκάρη (f. sg.)                        | Meganisi |            |                | 38° 41′ 35″ N, 20° 44′ 9″ O  |
| Skorpidi                                     | Σκορπίδι (n. sg.)                       | Meganisi | 0,118      |                | 38° 42′ 2″ N, 20° 44′ 38″ O  |
| Skorpios                                     | Σκορπιός (m. sg.)                       | Meganisi | 0,878      | 81             | 38° 41′ 31″ N, 20° 44′ 40″ O |
| Thilia                                       | Θηλιά (f. sg.)                          | Meganisi | 0,155      | 35             | 38° 39′ 27″ N, 20° 43′ 59″ O |
| Meganisi                                     | Μεγανήσι (n. sg.)                       | Meganisi | 20,100     |                | 38° 38′ 35″ N, 20° 45′ 12″ O |
| Alafonisi                                    | Αλαφονήσι (n. sg.)                      | Meganisi |            |                | 38° 40′ 30″ N, 20° 48′ 8″ O  |
| Petalou                                      | Πεταλού                                 | Meganisi |            |                | 38° 35′ 33″ N, 20° 46′ 13″ O |
| Kythros                                      | Κυθρός (m. sg.)                         | Meganisi | 0,814      |                | 38° 35′ 7″ N, 20° 47′ 57″ O  |
| Formikoula Fermekoula                        | Φορμίκουλα (f. sg.) Φερμέκουλα (f. sg.) | Lefkada  |            | 14             | 38° 33′ 50″ N, 20° 51′ 10″ O |
| Kalamos                                      | Κάλαμος (m. sg.)                        | Lefkada  | 25,122     | 745            | 38° 37′ 44″ N, 20° 54′ 46″ O |
| Provati                                      | Προβάτι (n. sg.)                        | Lefkada  | 0,107      |                | 38° 36′ 30″ N, 20° 56′ 20″ O |
| Kastos                                       | Καστός (m. sg.)                         | Lefkada  | 5,915      | 142            | 38° 34′ 29″ N, 20° 54′ 49″ O |
| Mangelaria Prasonisi                         | Μαγγελαριά Πρασονήσι (n. sg.)           | Lefkada  |            |                | 38° 34′ 25″ N, 20° 55′ 29″ O |
| Karte mit allen Koordinaten : OSM \| WikiMap |                                         |          |            |                |                              |